# Jill Walker Rettberg
Jill M. Walker Rettberg (født 1971) er en australsk-norsk forsker i digitale medier. Hun er professor i digital kultur ved Institutt for lingvistiske, litterære og estetiske studier, Universitetet i Bergen.
Rettberg tog hovedfag i litteraturvidenskab med en opgave om hypertekstfiktion. Hun tog dr. art.-graden i 2003 med en afhandling om fortællerteknik i fiktionslitteratur på internettet. Fra 2005 til 2007 var hun leder for Institutt for humanistisk informatikk.
Rettberg har særlig skrevet om computerspil, digital kunst, sociale medier og netmedier. Sammen med Hilde G. Corneliussen har hun redigeret en bog om brugerkultur og tolkning af Quests i World of Warcraft (WoW). I 2008 udgav hun en bog om blogging, og skrev et kapitel som opsummerede norsk bloghistorie i bogen Gi meg en scene! fra 2013.
Hun modtog Meltzerprisen 2005 for god forskningsformidling.

## Eksterne links
- Publikationer af Jill Walker Rettberg i forskningsdokumentationssystemet Cristin (norsk)
- Publikationer af Jill Walker Rettberg i BIBSYS (norsk)
- jilltxt.net Rettbergs blogg
- Jill Walker Rettbergs Twitterfeed
- Ansatteside ved Universitetet i Bergen
- Selvpresentation på Youtube
- Has Wikipedia grown up? Video fra Wikipedia-akademi i Bergen 2009 Arkiveret 28. februar 2011 hos  Wayback Machine Tekst til foredraget